# Споменик Арменију
Споменик Арменију је споменик у Немачкој, савезној држави Северна Рајна-Вестфалија. Висок је 368 метара, што га чини највећим спомеником у Немачкој. Налази се у Детмолду, на високом брду Теутберг. Споменик је подигнут у сећању на Арминија и битку у Теутобуршкој шуми када су германска племена уједињена под Арминијем победила три римске легијe. На споменику је написано:
Deutsche Einigkeit, meine Stärke - meine Stärke, Deutschlands Macht.
Немачко јединство, моја снага - моја снага, немачка моћ.
Споменик је подигнут између 1838. и 1875. у знак сећања на херуског ратног поглавицу Арминија и његову победу над Римом у бици код Тевтобуршке шуме 9. године нове ере. Када је статуа изграђена, веровало се да је њена локација била у близини првобитног места битке, иако стручњаци сада сматрају да је вероватније да се битка одиграла у близини Калкризеа, око 100 км северозападно.

## Данас
Споменик је једна од најпопуларнијих туристичких дестинација у Немачкој са преко 530.000 посетилаца годишње. На основу статуе се може попети, пружајући широк поглед на пејзаж преко околног дрвећа.
Од 1972. године, Арменијева трка почиње код споменика сваког априла. Поред споменика води дугачка обележена пешачка стаза позната као Арменијева стаза. Од 2008. године, споменик је део означене туристичке трасе Пут споменика̄.
Током грмљавине, споменик често ударају громови због његове истакнутости. Немачка мрежа детекције грмљавине је забележила 234 удара годишње на статуу или близу ње.